# آزیترومایسین
آزیترومایسین (به انگلیسی: Azithromycin) معروف به زیمکسیر نوعی آنتی‌بیوتیک از گروه ماکرولیدها است که برای درمان برخی از عفونت‌های باکتریایی مانند عفونت گوش میانی، گلودرد استرپتوکوکی، سینه‌پهلو، اسهال مسافران و برخی دیگر از التهاب‌های معده‌ای‌-روده‌ای به‌کار می‌رود. این آنتی‌بیوتیک همچنین برای موارد دیگری مانند بیماری‌های آمیزشی مانند عفونت کلامیدیا و سوزاک تجویز می‌شود. مواردی از استفادهٔ آن برای مالاریا نیز مشاهده شده‌است. اغلب برای درمان سینوزیت شدید نیز کاربرد دارد. آزیترومایسین یکی از موثرترین آنتی‌بیوتیک‌ها برای درمان عفونت‌های متوسط تا شدید است. این دارو از طریق دهانی یا تزریق وریدی به‌صورت روزی یک‌بار مصرف می‌شود.
اثرات جانبی متداول آزیترومایسین عبارت‌اند از تهوع، استفراغ، اسهال و ناراحتی معده. افزون بر این، یک واکنش آلرژیک مانند آنافیلاکسی، نشانگان کیوتی یا یک اسهال ناشی از انتروکولیت با غشای کاذب نیز می‌تواند از جمله اثرات مصرف این دارو باشد. تاکنون هیچ آسیبی ناشی از مصرف این دارو در دوران بارداری گزارش نشده‌است. ایمن بودن مصرف این دارو در دوران شیردهی تأیید نشده اما به احتمال زیاد مصرف آن مشکلی ایجاد نخواهد کرد. این دارو با کاهش تولید پروتئین منجر به توقف رشد باکتریایی می‌شود.
آزیترومایسین در ۱۹۸۱ توسط گروهی از داروسازان کروات کشف و در سال ۱۹۸۸ استفادهٔ پزشکی از آن تأیید شد. این دارو جزو فهرست داروهای ضروری سازمان جهانی بهداشت است. سازمان بهداشت جهانی آزیترومایسین را در دسته داروهای ضروری قرار داده‌است. در سال ۲۰۱۷، این دارو، با بیش از ۱۲ میلیون نسخه تجویز، رتبه ۵۷اُم در فهرست پرمصرف‌ترین داروهای تجویز شده در ایالات متحده آمریکا را کسب کرد.

## موارد مصرف
- جهت درمان برونشیت، فارنژیت، پنومونی و عفونت‌های پوستی:

بزرگسالان ۱۶ سال و بالاتر: روز اول ۵۰۰ میلی‌گرم به صورت تک‌دوز (یک وعده) سپس از روز دوم ۲۵۰ میلی‌گرم
تک‌دوز (یک وعده) در روز و راس ساعت معین تا روز پنجم.
- جهت درمان عفونت‌های کلامیدیایی:

بزرگسالان ۱۶ سال و بالاتر: ۱۰۰۰ میلی‌گرم به صورت یک مقدار واحد.

ایمنی و کارایی کپسول آزیترومایسین در کودکان زیر ۱۶ سال مشخص نشده‌است.

## اثرات جانبی

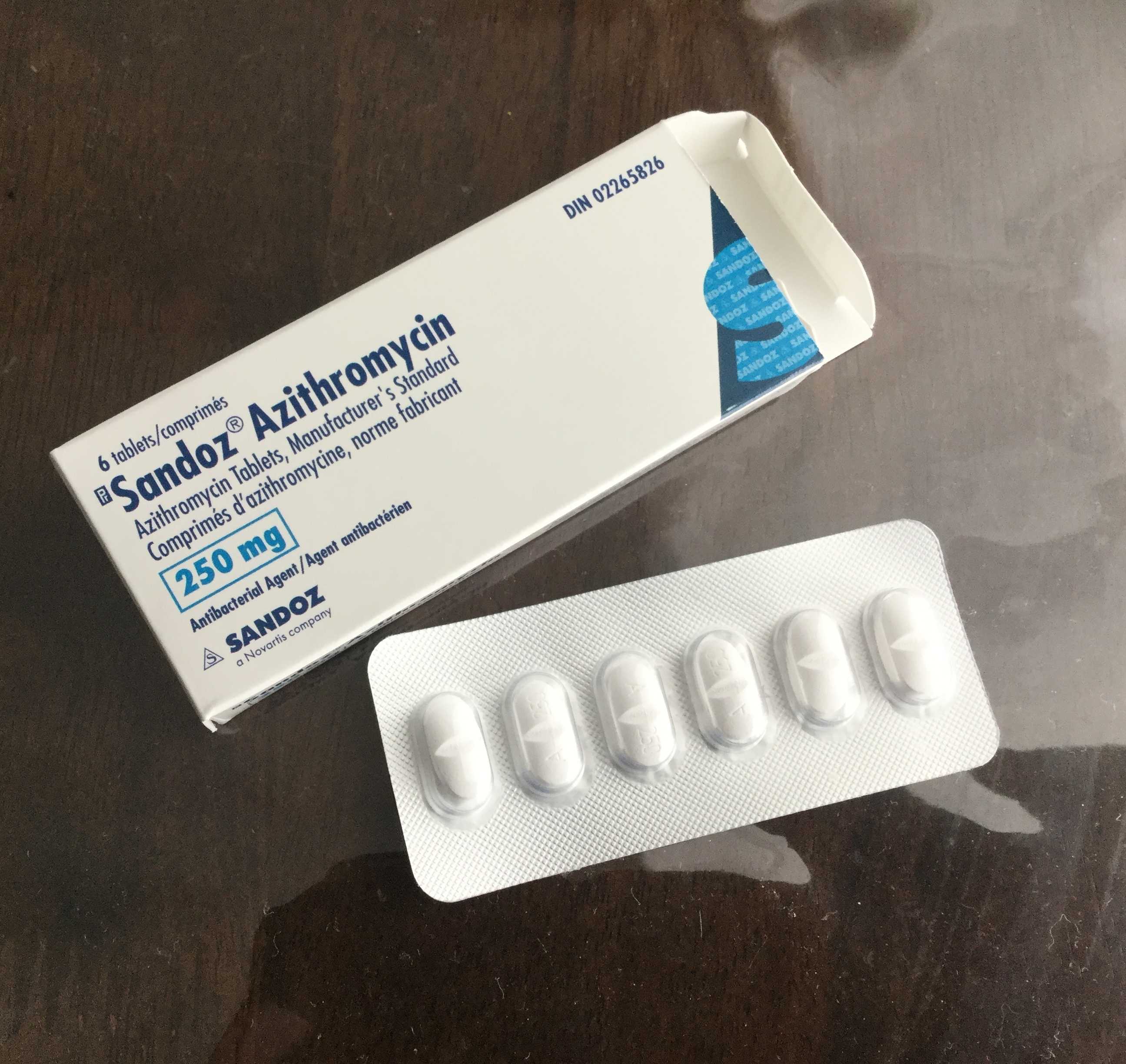
قرص آزیترومایسین ۲۵۰ میلی‌گرمی

اثرات جانبی احتمالی آزیترومایسین عبارت‌اند از اسهال، دردهای شکمی، تهوع، استفراغ، زخم‌های دهانی یا زبان، خارش یا ترشح واژن، پلاک‌های سفید در دندان یا روی زبان، تب، خواب‌های پریشان، بی‌اشتهایی، افسردگی، حواس‌پرتی، درد مفصلی (آرترالژی) یا بثورات جلدی و نشانگان استیونز–جانسون.

### حساسیت
یک پاسخ حساسیتی نادر به آنتی‌بیوتیک‌ها آنافیلاکسی است که نیازمند توجه و مراقبت فوری پزشکی است. آنافیلاکسی به‌سرعت پیشرفت می‌کند و با علائمی چون تورم لب‌ها و دور چشم، کهیر یا تورم‌های پوستی، غش ناگهانی، ضربان قلب تند یا خس‌خس سینه، لرزش دست‌ها یا مشکل در تنفس مشخص می‌شود. در مواردی از ابتلا به استیون جانسون مشاهده شده‌است.

## مصرف در دوران بارداری
این دارو در گروه B قرار دارد و عوارض مصرف آن در دوران بارداری بر روی جنین به‌طور کامل مشخص نیست. مصرف این دارو در دوران حاملگی باید با تجویز پزشک باشد. برخی از پزشکان معتقد هستند مصرف این دارو در دوران بارداری باعث تغییر رنگ دندان جنین تا آخر عمر خواهد شد.

## تداخل دارویی
آزیترومایسین ممکن است با برخی داروها به‌ویژه کاربامازپین، ترفنادین، سیکلوسپورین، ضدانعقادها (رقیق‌کننده‌های خون مثل وارفارین)، تئوفیلین، و آنتی‌اسیدهای حاوی آلومینیم/ منیزیم تداخل نشان دهد.

## داده‌های فارماکولژیک
- دسترسی بیولوژیک: ۳۸ درصد (کپسول ۲۵۰ میلی‌گرم خوراکی)
- نیمه عمر: ۶۸ ساعت
- متابولیسم: کبد
- مسیر دفع: صفراوی، کلیوی (۴٫۵ درصد)

## متابولیسم
با مصرف اولین دوز ۵۰۰ میلی‌گرمی نیمه‌عمر دارو ۱۱ تا ۱۴ ساعت است. نیمه‌عمر ۶۸ ساعت بعد از مصرف چند دوز متوالی به‌دست می‌آید (داروشناسی دیویس برای پرستاران). مدت اثر آزیترومایسین طولانی است. ۶۸ ساعت طول می‌کشد تا نیمی از دارو از بدن خارج شود.